# کشت‌ورزی حیات وحش

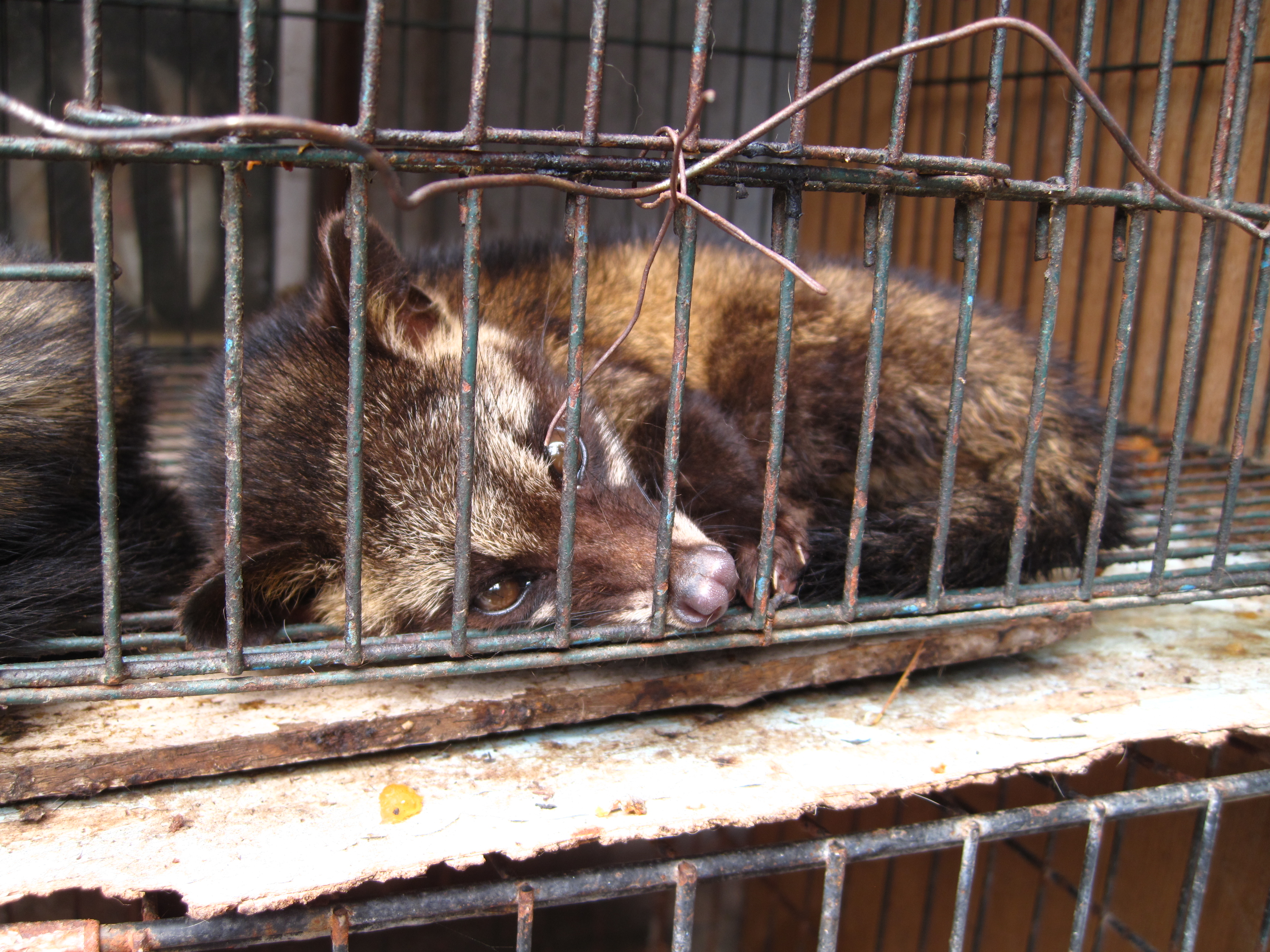
گربه‌زباد در قفس که برای تولید کوپی لواک (قهوه) استفاده می‌شود

کشت‌ورزی حیات وحش (به انگلیسی: Wildlife farming) به پرورش جانوران غیراهلی سنتی در یک محیط کشاورزی برای تولید [جانوران زنده برای شکار کنسروشده و نگهداری به عنوان حیوان خانگی اشاره دارد. کالاهایی مانند غذا و طب سنتی و موادی مانند چرم، خز و الیاف.